# Menko
Le Menko (めんこ, 面子, Menko), également connu sous le nom de Bettan ou Patchin, est un jeu de cartes japonais qui se joue à deux ou plusieurs joueurs. C'est également le nom du type de cartes utilisées pour jouer à ce jeu.

## Jeu
Chaque joueur utilise des cartes Menko en papier épais ou en carton, imprimées sur une ou deux faces avec diverses illustrations (personnage historique, anime, manga, vedette, sportif...). Les cartes peuvent être de forme rondes ou rectangulaires. La carte d'un joueur est posée sur le sol, en bois dur ou en béton, et l'autre joueur jette sa carte, en essayant de retourner la carte de l'adversaire en frappant sa carte contre l'autre carte. S'il y parvient, il prend les deux cartes. Le joueur qui prend toutes les cartes, ou celui qui a le plus de cartes à la fin du jeu, gagne la partie,. Ses règles simples et rapides l'ont rendu populaire auprès des enfants de toutes les tranches d'âge. La technique étant aussi importante que la puissance dans ce jeu, les petits enfants peuvent rivaliser avec les joueurs plus âgés.

## Historique

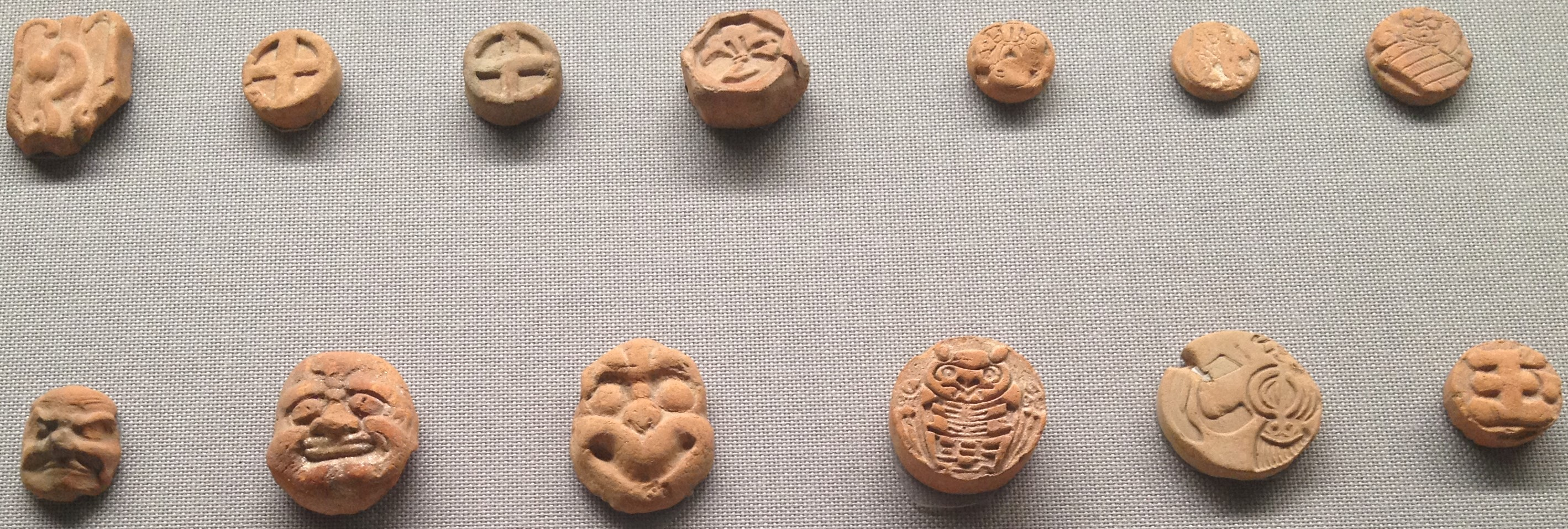
Men'uchi en argile.

Le jeu du menko est ancien. Il devient surtout populaire à l'époque d'Edo (1603-1868). Au début, il se joue avec des « jetons », nommés Men'uchi, fabriqués en argile et de petites tailles, avec des motifs en bas-reliefs. Des versions en plomb, avec des motifs aux traits plus précis et peintes, étaient aussi disponibles, mais ils furent abandonnés après plusieurs cas d'empoisonnement. C'est finalement la version carte en papier épais imprimé qui se diffuse. Bien que le matériau soit de mauvaise qualité, c'est surtout son faible coût de fabrication qui permet de le diffuser à grande échelle auprès des enfants. Le jeu est connu sous divers noms selon la région et l'époque.
Les images figurant sur ces cartes reflètent la culture populaire de leur époque. À l'époque d'Edo et au début de l'ère Meiji, les images de ninja et de samouraïs sont populaires. Lors de la Seconde Guerre mondiale, ce sont celles de militaires, d'avions de chasse et de cuirassés. Après la guerre, joueurs de baseball et personnages d'anime et de manga les remplacent. Au milieu du XXe siècle, avec l'amélioration de la qualité du papier et de l'impression, les cartes menko deviennent des cartes à collectionner. Les cartes avec des joueurs de baseball étaient particulièrement recherchées. Mais le jeu finit par disparaître dans les années 1980 avec l'apparition des pogs.